# Rezolucija Vijeća sigurnosti UN-a 795
Rezolucijom Vijeća sigurnosti UN-a 795, usvojena 11. prosinca 1992., nakon izražavanja zabrinutosti zbog mogućeg razvoja događaja koji bi mogli potkopati povjerenje i stabilnost u Republici Makedoniji (danas Sjeverna Makedonija) i pozdravljajući misiju Organizacije za europsku sigurnost i suradnju (OESS) u Makedoniji, Vijeće je podsjetilo na Poglavlje VIII Povelje Ujedinjenih naroda i ovlastilo glavnog tajnika Butrosa Butros-Galija da rasporedi snage UNPROFOR-a u graničnim područjima Makedonije.
"Makedonsko zapovjedništvo" UNPROFOR-a nadziralo bi dijelove graničnih područja s Albanijom i Saveznom Republikom Jugoslavijom (Srbija i Crna Gora); ojačalo stabilnost zemlje pružanjem preventivnih snaga; i izvještavalo o razvoju događaja koji bi mogli predstavljati prijetnju Makedoniji.
Vijeće je zatražilo od glavnog tajnika da smjesta rasporedi vojno, civilno i administrativno osoblje preporučeno u njegovom izvješću, nakon što dobije suglasnost Vlade Republike Makedonije, pozivajući na suradnju s misijom OESS-a koja se već nalazi. Vojno osoblje nadziralo bi granicu kako bi se osiguralo da se sukob ne proširi na druge dijelove bivše Jugoslavije, dok bi kontingent civilne policije surađivao s lokalnom policijom na održavanju reda i zaštiti ljudskih prava.

## Vanjske poveznice
| Wikizvor | Engleski Wikizvor ima izvorni tekst na temu: United Nations Security Council Resolution 795 |

- Text of the Resolution at undocs.org